# Vilseck
Vilseck – miasto w Niemczech, w kraju związkowym Bawaria, w rejencji Górny Palatynat, w regionie Oberpfalz-Nord, w powiecie Amberg-Sulzbach. Leży około 20 km na północ od Amberga, nad rzeką Vils, przy linii kolejowej Norymberga – Weiden in der Oberpfalz.

## Dzielnice
W skład miasta wchodzą następujące dzielnice: Altmannsberg, Axtheid, Axtheid-Berg, Bruckmühle, Bürgerwald, Drechselberg, Ebersbach, Frauenbrunn, Gressenwöhr, Gumpenhof, Heringnohe, Heroldsmühle, Hohenzant, Kagerhof, Ködritz, Langenbruck, Lohhof, Neuhammer, Oberweißenbach, Ödgodlricht, Rauschenhof, Reisach, Schlicht, Schöfelhof, Schönlind, Schüsselhof, Seiboldsricht, Sigl, Sollnes, Sorghof, Triebweg, Unterweißenbach, Vilseck, Weiherhäusl i Wickenricht.

## Baza U.S. Army
W pobliżu miasta swoją bazę i poligon ma 2. Pułk Kawalerii Armii USA.

## Demografia
| Rok  | Liczba mieszk. |
| 1970 | 5 856          |
| 1987 | 5 541          |
| 2000 | 6 439          |